# Agustín Barreiro (baloncestista)
Agustín Barreiro (Cañuelas, Argentina, 2 de febrero de 1999) es un baloncestista argentino que se puede desempeñar tanto de alero como de ala-pívot. Actualmente pertenece a la plantilla de Boca Juniors de la Liga Nacional de Básquet.

## Trayectoria

### Clubes
| Club                    | País      | Año           |
| ----------------------- | --------- | ------------- |
| Boca                    | Argentina | 2016 - 2019   |
| Hispano Americano       | Argentina | 2019 - 2020   |
| Zentro Basket Madrid    | España    | 2020 - 2021   |
| Gimnasia y Esgrima (CR) | Argentina | 2021 - 2023   |
| Oberá                   | Argentina | 2023 - 2025   |
| Boca                    | Argentina | 2025-presente |

## Selección nacional
Barreiro fue convocado por primera vez a la selección de baloncesto de Argentina por el entrenador Néstor García en noviembre de 2021 para jugar en las ventanas de clasificación de FIBA Américas para la Copa Mundial de Baloncesto de 2023.
Formó parte del seleccionado universitario que, en agosto de 2023, terminó cuarto en la Universiada de 2021.